# Leptocera chambii
Leptocera chambii är en tvåvingeart som först beskrevs av Vanschuytbroeck 1950.  Leptocera chambii ingår i släktet Leptocera och familjen hoppflugor.
Artens utbredningsområde är Kongo. Inga underarter finns listade i Catalogue of Life.